# Moncef Guitouni
Moncef Guitouni (arabe : المنصف القيطوني), né le 13 janvier 1939 à Tunis où il est décédé le 19 août 2011, est un psychosociologue québécois d'origine tunisienne.

## Biographie
Moncef Guitouni grandit en Tunisie et étudie en France avant de s'installer au Québec en 1968.

### Psychologie préventive
Après avoir étudié la psychologie à l'Université du Québec à Montréal, Guitouni développe une approche multidimensionnelle de la prévention, intégrant les environnements personnel, familial, social et culturel de chaque individu. Il fonde la Société de recherche en orientation humaine (SROH) en 1972 et l'a préside jusqu'en 1995. Il est aussi à l'origine de la revue Psychologie préventive publiée à partir de 1982.
De 1994 à 2006, Guitouni est président de la Fédération internationale pour l'éducation des parents (FIEP), dont le siège se trouve à Paris ; il en est le président d'honneur jusqu'à son décès.

### Politique
Guitouni s'implique en politique à partir des années 1980, d'abord au sein du Parti libéral du Québec, puis à l'Action démocratique du Québec (ADQ), dont il devient président en 1994.

### Accusations de Radio-Canada
Lors l'élection générale québécoise de 1994, l'émission d'affaires publiques de Radio-Canada, Le Point, l'accuse d'abus de confiance dans sa pratique professionnelle. Cette accusation mène à son congédiement de l'ADQ, tandis que ses cliniques subissent une forte baisse de fréquentation.
Ces accusations se révèlent finalement fausses. Le 2 février 1998, le chef de l'ADQ Mario Dumont présente publiquement les excuses de son parti pour la décision rapide qu'il avait prise à son égard.
Le 10 octobre 2000, la Cour supérieure du Québec condamne Radio-Canada pour diffamation à verser 635 355 $ à Moncef Guitouni.